# Alexander Mathisen
Alexander Mathisen (Oslo, 24 november 1986) is een Noorse voetballer. Hij verruilde in 2014 Hønefoss BK voor Vålerenga IF.
Hij maakte in 2004 zijn debuut in de Tippeligaen bij Vålerenga IF dat hem overgenomen had uit het jeugdelftal van het Italiaanse AC Parma. Na het seizoen 2007 verhuisde hij naar Aalesunds FK waar hij 3 seizoenen zou spelen. In december 2010 tekende hij bij Lierse.
Mathisen kwam 12 keer uit voor het Noorse nationale elftal U-21.

## Statistieken
| Seizoen                                         | Club         | Competitie         | Wedst | Goals |
| ----------------------------------------------- | ------------ | ------------------ | ----- | ----- |
| 2005-2007                                       | Vålerenga IF | Tippeligaen        | 21    | 2     |
| 2008                                            | Aalesunds FK | Tippeligaen        | 18    | 0     |
| 2009                                            | Aalesunds FK | Tippeligaen        | 22    | 4     |
| 2010                                            | Aalesunds FK | Tippeligaen        | 22    | 10    |
| 2010-2011                                       | Lierse SK    | Jupiler Pro League | 4     | 1     |
| 2011-2012                                       | Lierse SK    | Jupiler Pro League | 11    | 0     |
| 2013                                            | Hønefoss BK  | Tippeligaen        | 20    | 3     |
| 2014                                            | Vålerenga IF | Tippeligaen        | 25    | 1     |
| Totaal                                          | Totaal       | Totaal             | 142   | 20    |
| Tabel voor het laatst bijgewerkt op 26-11-2011. |              |                    |       |       |

## Erelijst
Vålerenga IF
- Noors landskampioen

2005